# La fuerza de la sangre
La fuerza de la sangre (em português, A força do sangue) é uma novela do célebre escritor Miguel de Cervantes Saavedra, cuja obra principal é o Dom Quixote. La fuerza de la sangre se encontra nas Novelas exemplares.

## Personagens

### Principais
- Leocadia: é uma jovem de dezesseis anos, de família humilde, bela e doce;
- Rodolfo: é um jovem de vinte e dois anos, de boa família, mas egoísta e sem limites.

### Secundários
- Um antigo fidalgo: pai de Leocadia;
- A mãe de Leocadia: um dos principais apoios da filha;
- Luis: filho de Leocadia e Rodolfo, um menino inocente fruto do prazer do seu pai e da desgraça de sua mãe;
- Os amigos de Rodolfo: jovens e atrevidos como ele;
- Os pais de Rodolfo: pessoas de sangue ilustre, mas sensíveis ante a desgraça do menino que tiveram por acidente, dispostos a reparar o grave erro de seu filho.

## Enredo
A história se passa em Toledo. Em uma noite de verão, voltava de Toledo Leocadia, uma jovem de dezesseis anos, com sua família: um antigo fidalgo, sua mãe, um menino pequeno e a criada. Um homem de uns vinte e dois anos daquela cidade, rico de sangue ilustre, mas com más inclinações, demasiada liberdade e companhias inadequadas, chamado Rodolfo, com outros quatro amigos seus do mesmo tipo, iam na direção contrária à família. O jovem Rodolfo ficou fascinado com a beleza de Leocadia, e isto despertou o desejo de se aproveitar dela, apesar dos inconvenientes. Ele contou aos amigos, que decidiram voltar e sequestrá-la, para agradar a Rodolfo. Cobriram os rostos e desembainaram as espadas, e, em um instante, Rodolfo atacou Leocadia, prendendo-a nos braços e fugindo com ela, sobressaltada e desmaiada. Sua família gritou, mas ninguém lhes escutou, nem ficou comovido com seu choro. Aproveitando-se de seu desmaio, Rodolfo faz sua a moça. Estando na casa do jovem, Leocadia lhe rouba um crucifixo e o guarda na manga. Por fim, é deixada livre, mas nove meses depois tem um filho, fruto desta noite.
Os avós lhe fazem passar por sobrinho para evitar a vergonha da filha; mas quis a desventura que um dia, em uma corrida de cavalos, um arrastou-o e uma anciã veio socorrer-lhe e o levou. Leocadia, ao ir buscá-lo, dá-se conta de que está no lugar em que fora desonrada, e confessa tudo diante daquela que é, em verdade, avó paterna do menino
Os pais de Rodolfo obrigam o filho a se casar com ela e tudo fica resolvido com o casamento.

## Traduções para o português
- Miguel de Cervantes. "A força do sangue". In Novelas exemplares. Tradução de Darly Nicolana Scornsienchi. São Paulo: Abril Cultural, 1970. p.51.